# Bakonycsernye

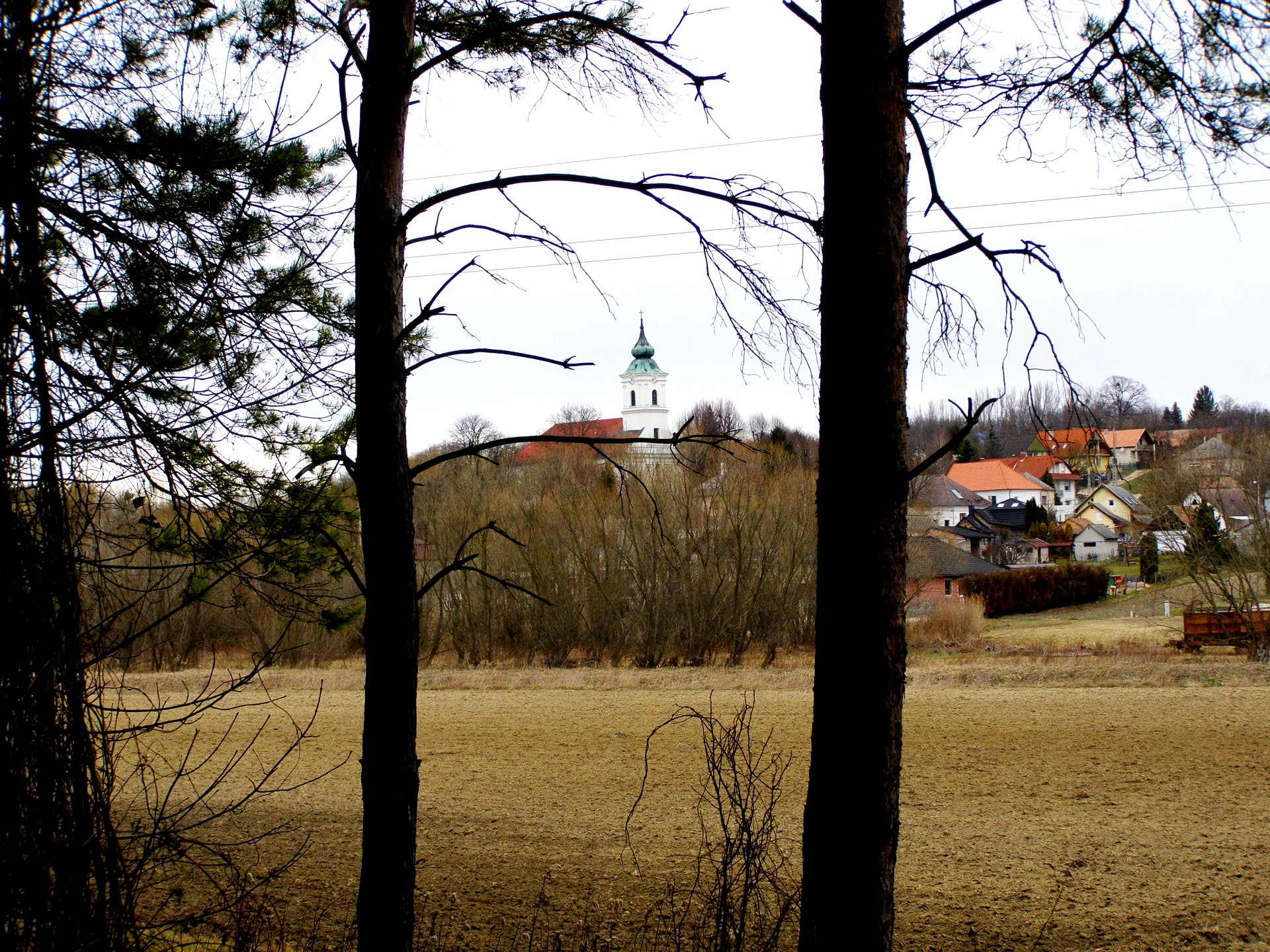
Bakonycsernye

Bakonycsernye (szlovákul: Čerňa)  nagyközség Fejér vármegyében, a Móri járásban.

## Fekvése
A Gaja-patak völgyében 7 kilométer hosszan elnyúló nagyközség, amely egy időben bányászfalu is volt, Fejér vármegye legnyugatibb települése: bő 10 kilométerre fekszik Mórtól nyugatra. Nyugatról a Tési-fennsík karsztja emelkedik, a Gaja patakot löszdombság keretezi.
Nevét a fekete jelentésű szláv cserny szóból vezetik le. A Bakony előnevet az 1913-as rendezéskor kapta.
1724-től 1956. április 1-jéig Veszprém vármegyéhez tartozott. 
A 81-es számú Székesfehérvár-Győr főútról Mórnál lekanyarodva, illetve a 82-es számú Veszprém-Győr főútról Zircnél letérve közelíthető meg, mindkét irányból a 8216-os számú úton. 

### Közlekedése
Megközelíthető autóbusszal Zirc, Mór és Székesfehérvár irányából is. Vasútállomása nincs. Főutcája nagyon forgalmas a nagy átmenő forgalom miatt: ez a 8216-os út, amely Zircet Mórral köti össze. A 8208-as út a falu nyugati részén ágazik ki észak-északnyugat felé, ez Bakonyszombathelyen át Mezőörsig vezet az útba eső kisebb településeket is érintve.
Egy rövid szakaszon a település nyugati külterületén húzódik a Várpalotát Szápárral összekötő 8213-as út, amelyből itt ágazik el a Jásdra vezető 82 111-es út; Bakonycsernye Inotapuszta nevű külterületi településrésze a 8213-as útról, az említett elágazás közeléből érhető el.

## Története
Az újkőkori, késő neolitikus, a késő vaskori kelta, majd római időszakban is lakták már emberek. Ezt feltárt leletek bizonyítják. A középkorból már húsznál több település neve ismeretes (Gyón, Bihr, Pacmán, Sikátor, Tényő, Erdőinota, Dolosd stb.), amelyek a későbbi Bakonycsernye közigazgatási területén helyezkedtek el, és Bátorkő várához tartoztak.
Csernye legkorábbi említése 1341-ből maradt fenn; az Újlakiak jobbágyain kívül néhány kisnemesi család is élt itt, míg a korábban felsorolt települések közül Dolosdot egy 1082. évi okmány említi először, egy 1275-ösből pedig azt tudjuk meg, hogy Dolosd akkor a Cseszneky család birtoka volt.
A török idők alatt Csernye és településrészei elnéptelenedtek, a fejlődés megtorpant, a környezet visszakapta ősvadon képét. Csernye újratelepítése a Nyitra és Trencsén vármegyei felvidéki szlovákokkal 1724-1726 között több lépcsőben történt. A betelepülők magukkal hozták az erdőművelés szakmai fogásait, a föld-, és szőlőművelés alapjait és a szlovák anyanyelvet is a berencsi és csejtei uradalmakból. Bátorkő urai, a Zichy grófok lehetővé tették a lutheránus vallás gyakorlását, a csernyeiek templomot és iskolát építhettek, ismét megindult a fejlődés. 1730-ban a lakosság száma már elérte a 300 főt. Az első kőtemplomot 1786-ban építették.
Az 1810-es móri földrengés a faluban is nagy riadalmat okozott, több ház és a templom is megrongálódott. A község a 19. század elején Veszprém vármegye legnépesebb faluja volt, ekkor a lakosság 80%-a lutheránus, 20%-a katolikus volt, a szlovákok és magyarok békében éltek együtt. Az 1848-as forradalom és szabadságharc móri ütközetét a környező dombokról figyelték a falu lakói.
1862-ben a falu egy része leégett. Az igen nagy károkat okozó tűzben a templom harangjai is elolvadtak. Az újjáépítés során kerültek a templomba a még ma is használatos padok, így a templom befogadóképessége 800 főre emelkedett. A Silbermann-orgona 1867-ben készült egy brezovai orgonakészítő műhelyében. Az országban csak néhány ilyen orgona található.
Ez időben a gazdasági adottságok mostohák voltak, így fejlődésnek indult a háziipar, a kézművesség, a fonás, a szövés, a kosárkötés. Az itt készült kosarakkal a környező településeket is ellátták.
A jobb élet reményében elkezdődött a kivándorlás a tengerentúlra. 
Az első világháborúban sok csernyei férfi harcolt az olasz fronton.
2001-ben a lakosság 1%-a vallotta magát szlovák nemzetiségűnek.
Bakonycsernye 2018. január 1-jétől nagyközség.

## Közélete

### Polgármesterei
- 1990–1994: Boleraczki István (független)[10]
- 1994–1998: Boleraczki István (független)[11]
- 1998–2002: Boleraczki István (független)[12]
- 2002–2006: Boleraczki István (független)[13]
- 2006–2010: Turi Balázs (független)[14]
- 2010–2014: Turi Balázs (Fidesz)[15]
- 2014–2019: Turi Balázs (Fidesz-KDNP)[16]
- 2019–2024: Turi Balázs (Fidesz-KDNP)[17]
- 2024– : Turi Balázs (Fidesz-KDNP)[2]

## Népesség
A település népességének változása:
| Lakosok száma | 3043 | 2995 | 2952 | 3016 | 2940 | 2990 | 2946 |
|               | 2013 | 2014 | 2015 | 2021 | 2022 | 2023 | 2024 |

A 2011-es népszámlálás során a lakosok 81,5%-a magyarnak, 1% cigánynak, 0,5% németnek, 0,3% románnak, 1,8% szlováknak mondta magát (18,1% nem nyilatkozott; a kettős identitások miatt a végösszeg nagyobb lehet 100%-nál). A vallási megoszlás a következő volt: római katolikus 21%, református 4%, evangélikus 33,7%, felekezeten kívüli 9,6% (28% nem nyilatkozott).
2022-ben a lakosság 91,7%-a vallotta magát magyarnak, 1,2% szlováknak, 1,2% cigánynak, 0,8% németnek, 0,8% románnak, 0,1-0,1% görögnek, örménynek és ukránnak, 2,2% egyéb, nem hazai nemzetiségűnek (8,2% nem nyilatkozott; a kettős identitások miatt a végösszeg nagyobb lehet 100%-nál). Vallásuk szerint 26,1% volt evangélikus, 16% római katolikus, 4,1% református, 0,3% ortodox, 0,2% görög katolikus, 3% egyéb keresztény, 0,6% egyéb katolikus, 12,4% felekezeten kívüli (37,1% nem válaszolt).

## Híres bakonycsernyeiek
- Simek Péter labdarúgó
- Kisteleki Margit (Kiss Margit) selyemfestő művész
- Dr. Hegyi Imre néprajzkutató
- Simek Valéria költő

## Jelene
A második világháború helyi harcai 1945. március 20-21-én zajlottak a német és szovjet alakulatok között. 
Az 1948. évi csehszlovák-magyar lakosságcsere Bakonycsernyét is érintette. 500 fő települt át Csehszlovákiába, és onnan 40 fő érkezett. 
Az 1950-es években kezdett termelni a balinkai szénbánya, amely igen sok helyi lakosnak adott munkalehetőséget.
A Gaja-patak 1970. július 10-i kiöntése árvizet okozott. A patakon lévő valamennyi híd megrongálódott.
1974-ben ünnepelte a község, fennállásának 250. évfordulóját. Ezen az ünnepségen alakult meg a szlovák Hagyományőrző Asszonykórus 15 fővel. A községnek jól felszerelt általános iskolája van 300 tanulóval, két óvodája pedig 150 gyermek elhelyezésére képes. Művelődési ház, könyvtár és zeneiskola is van a településen. 
Bakonycsernye vallási élete színes képet mutat. A történelmi felekezetek mellett megtalálhatók a kisebb vallási közösségek is.
A sport és a szabadidős tevékenység a község életében fontos szerepet játszik. A 800 m² alapterületű iskolai tornacsarnok egész évben jól kihasznált.
A község önkormányzata 1997-ben avatta a település címerét és zászlaját. Az 1994. évi országos önkormányzati választásokon megválasztották a helyi Szlovák Kisebbségi Önkormányzat tagjait is, akik felvállalták a hagyományőrzést és a szlovák nyelv ápolását. Az ősi kulturális emlékek, értékek megőrzésére kialakításra vár a Szlovák Közösségi Ház.
A község infrastrukturális ellátottsága jó, a víz-, villany-, telefon-, gáz-, és szennyvíz-hálózat teljesen kiépített. Orvosi rendelő, gyógyszertár, egyházi és önkormányzati óvoda és általános iskola is van a településen, s vannak jól működő kis-, és középvállalkozások is. Sportvadászatra a környékbeli vadásztársaságoknál van lehetőség, horgászni pedig a község tulajdonában lévő 12 hektáros halastavakon lehet.

## Nevezetességei

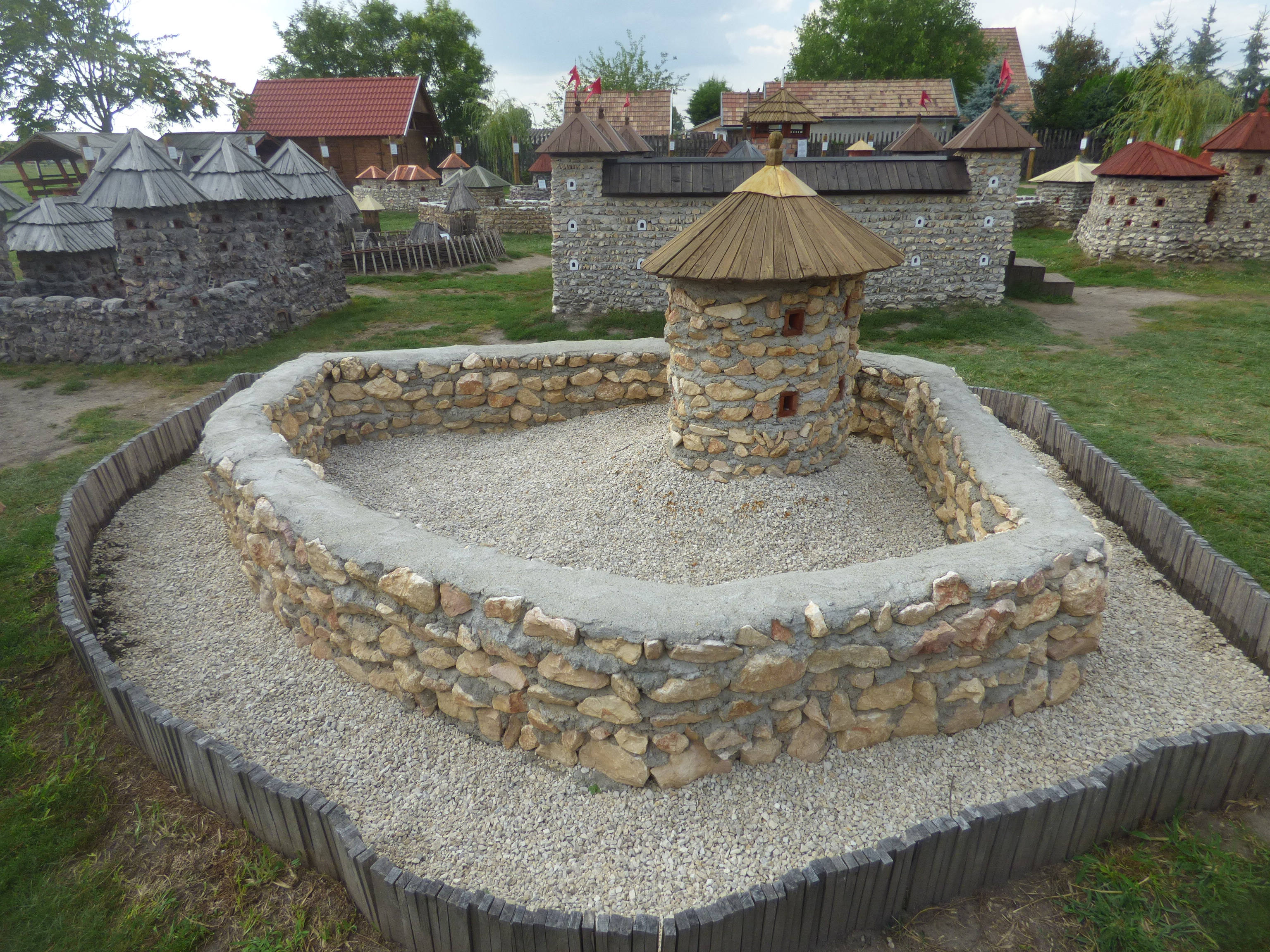
Csiklingvár makettje a dinnyési Várparkban

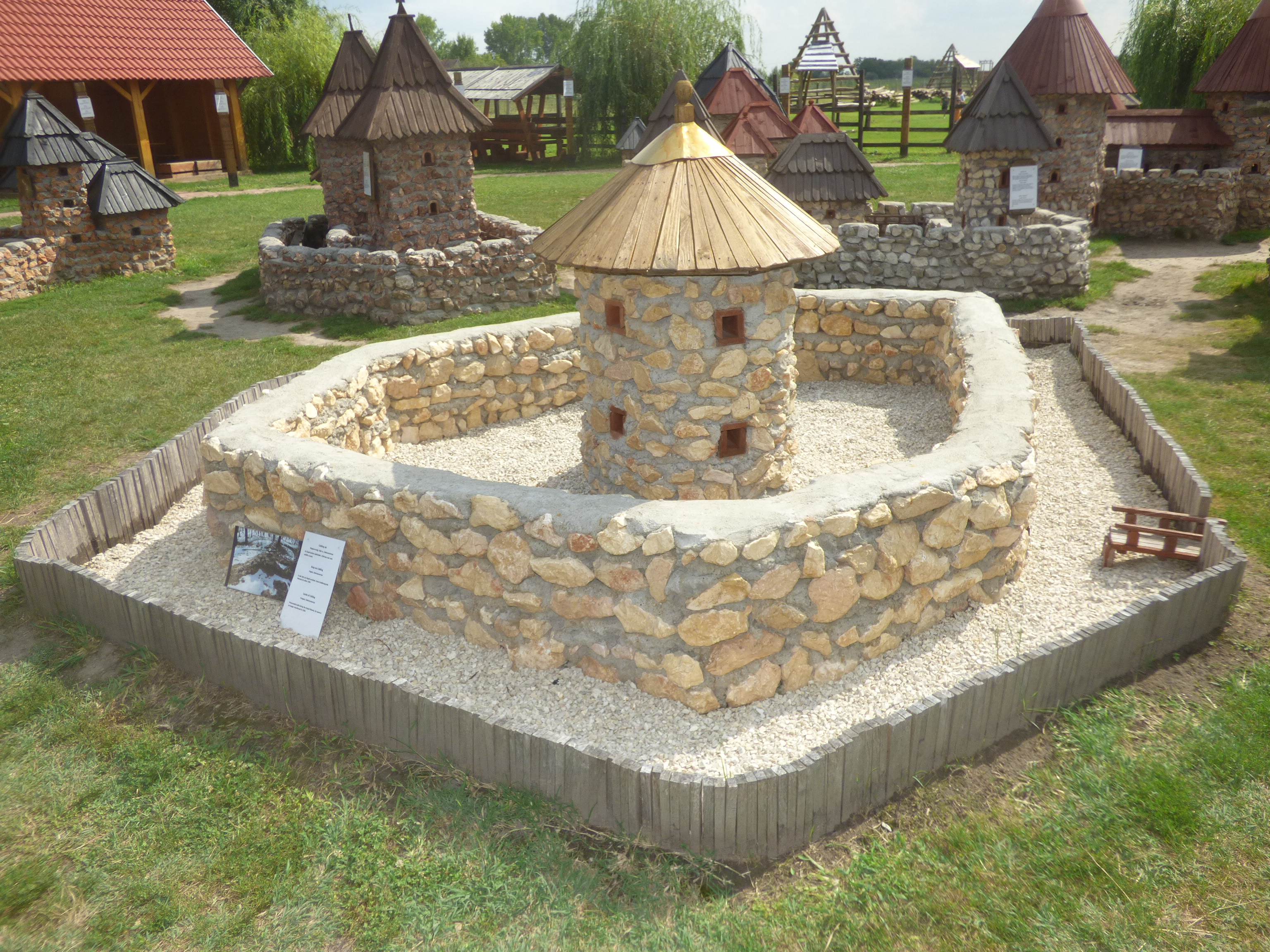
Csiklingvár makettje a dinnyési Várparkban

- Evangélikus templom – késő barokk épület.

A 275. évforduló alkalmából az evangélikus egyház és a Szlovák Kisebbségi Önkormányzat elhelyezte a templomban a település evangélikus lelkészeinek márvány emléktábláját.
- Bányász emlékpark
- Csiklingvár rommaradványai Bakonycsernyétől 4 km-re
- 18. századi katolikus templom
- 19. századi tornácos parasztházak
- 1848-as emlékmű és a háborús áldozatok emlékműve a Pacmán hegyen
- A 2. világháborús áldozatok bronz emléktáblája a brezovai temető halottasházán

## Képgaléria

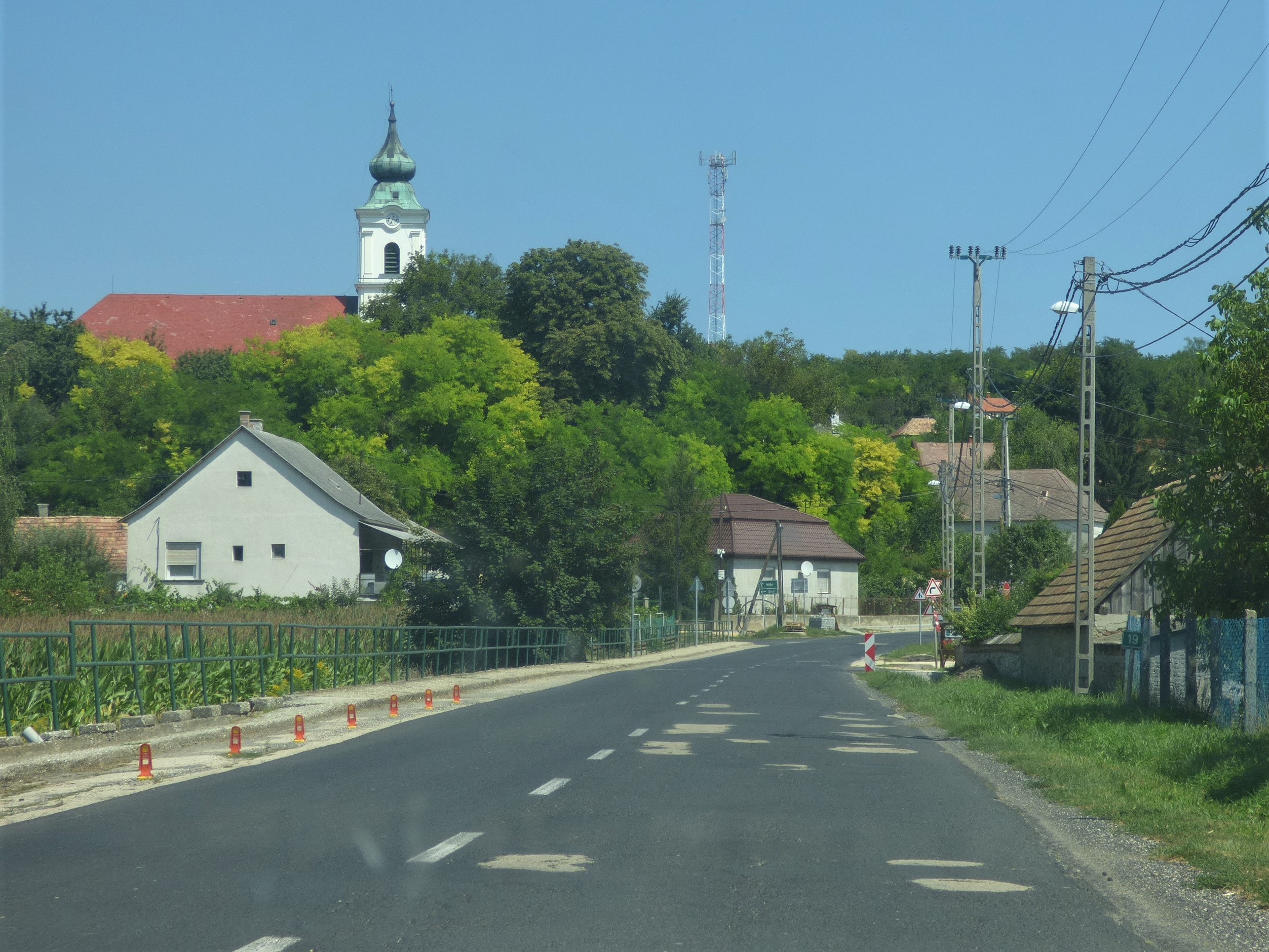
Bakonycsernye látképe nyugat felől, a 8216-os útról nézve
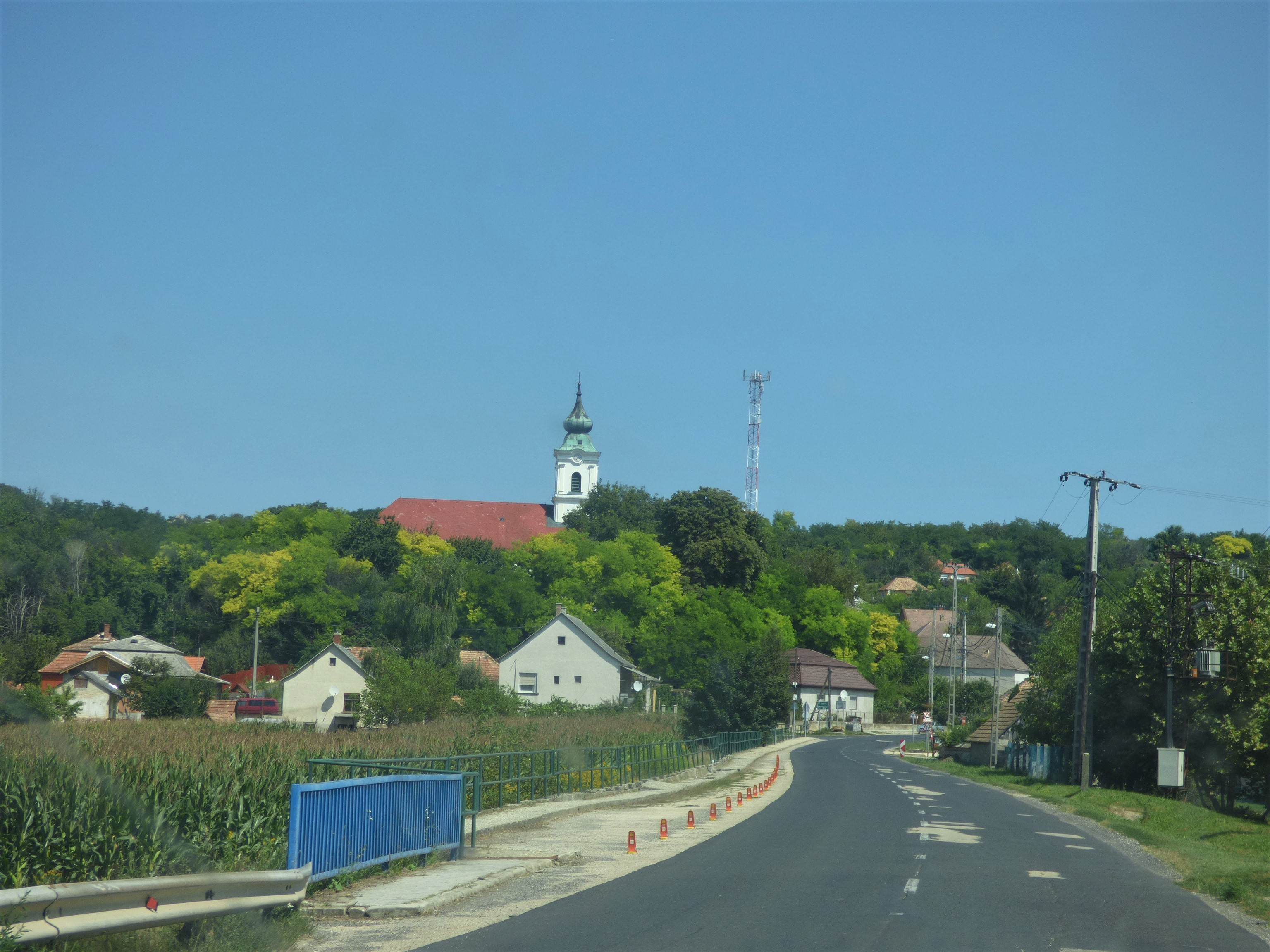
Bakonycsernye nyugat felől, a 8216-os útról nézve
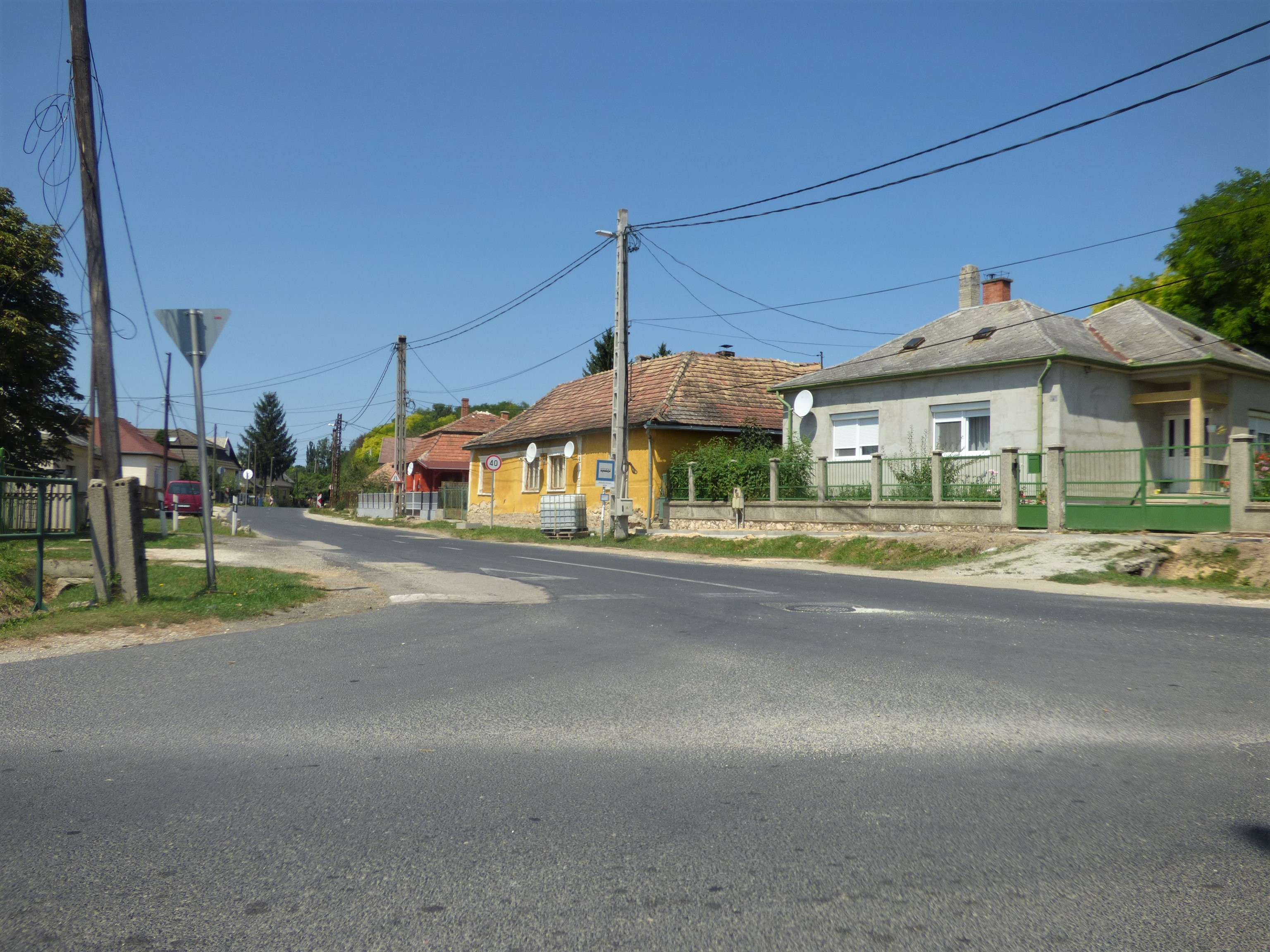
A Súr felé induló 8208-as út kiágazása a 8216-os útból a település nyugati részén

## Források

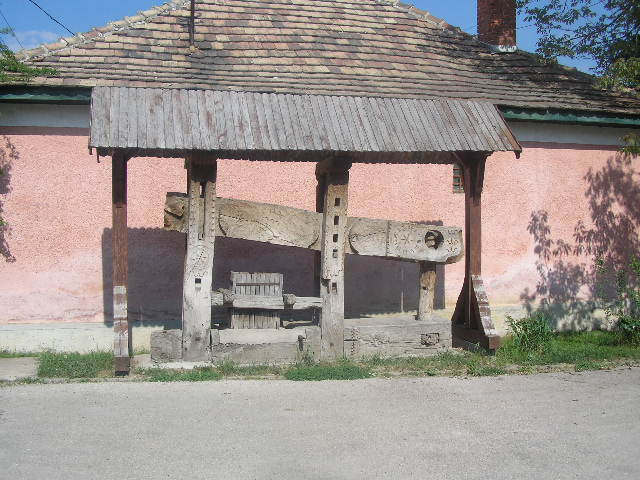
Szőlőprés a községháza mellett

### Helyi könyvkiadás
- dr. Heiczinger János (körzeti orvos): Bakonycsernye múltja a telepítéstől 1849-ig.
- dr. Hegyi Imre (néprajzkutató) A népi erdőkiélés történeti formái.
- Simek Valéria (költő) harmadik verseskötete.
- Varga Ferenc: Visszaemlékezéseim.
- Varga Ferenc 2010: Bakonycsernye 1848-2009.